# 乌尔里希·冯·布罗克多夫-兰曹

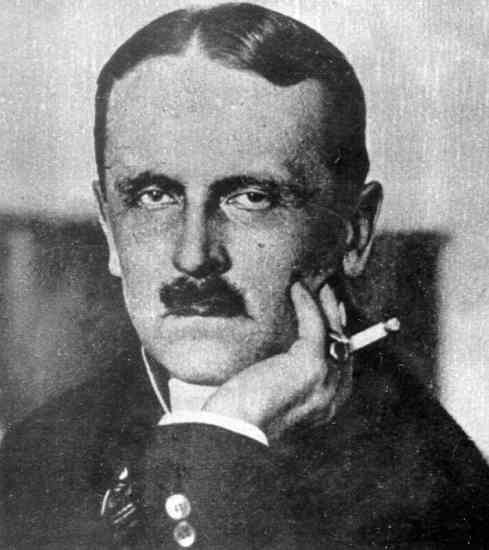
乌尔里希·冯·布罗克多夫-兰曹 (1918年)

乌尔里希·冯·布罗克多夫-兰曹（德語：Ulrich von Brockdorff-Rantzau，1869年5月29日—1928年9月8日），是德国外交官、政治家，后来成为魏玛共和国的首任外交部长。1919年，他受命率领德国代表团参加了巴黎和会，后因拒绝签署《凡尔赛条约》而辞职。他曾于1922年至1928年期间出任德国驻苏联全权大使。